# Кузьниця-Янішевська
Кузьниця-Янішевська (пол. Kuźnica Janiszewska) — село в Польщі, у гміні Брудзев Турецького повіту Великопольського воєводства.
Населення — 117 осіб (2011).
У 1975-1998 роках село належало до Конінського воєводства.

## Демографія
Демографічна структура станом на 31 березня 2011 року:
|          | Загалом | Допрацездатний вік | Працездатний вік | Постпрацездатний вік |
| -------- | ------- | ------------------ | ---------------- | -------------------- |
| Чоловіки | 64      | 15                 | 39               | 10                   |
| Жінки    | 53      | 8                  | 25               | 20                   |
| Разом    | 117     | 23                 | 64               | 30                   |